# 新潟あっさり醤油ラーメン

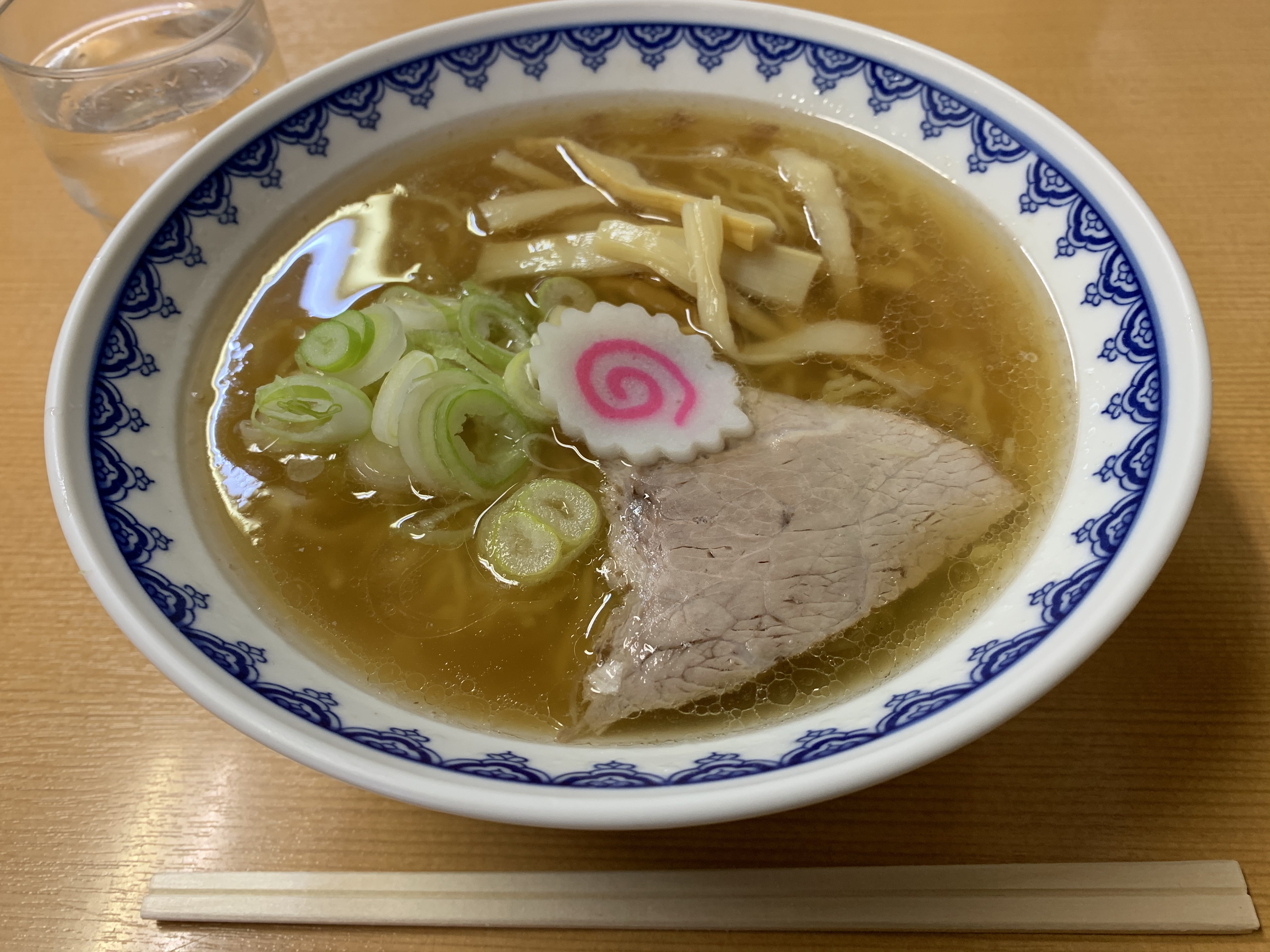
新潟市中央区西堀通にある三吉屋西堀本店の中華そば

新潟あっさり醤油ラーメン（にいがたあっさりしょうゆラーメン）とは、新潟県新潟市中央区、主に新潟島周辺が発祥のラーメン。

## 概要
ルーツは定かではないが、昭和初期に新潟市内にあった堀の周りにあった屋台で提供されていたラーメンがこのスタイルだったとされている。煮干しの風味がほのかに効いたあっさり醤油味のスープに細縮れ麺のラーメンである。細縮れ麺になった理由は、屋台では人を待たせられないのと火力が不十分であるからであり、また、麺に合うように作り出されたのがあっさりした醤油スープだったとされている。
新潟4大ラーメンが注目され始めた2005年頃にはあっさり醤油ラーメンと雑誌に紹介されていた。石神秀幸による新潟四大ラーメンの分類では新潟流あっさりしょうゆラーメンまたは新潟あっさり醤油ラーメン:106である。大崎裕史は、著書で新潟の四大ご当地ラーメンの煮干し系として紹介している:179-180:187。

## おもな店舗
- 三吉屋（新潟市中央区西堀通、信濃町、米山）[4]:180[5]:187[6]
  - 新潟市に堀があった時代に屋台からスタートしたラーメン屋で、あっさり醤油ラーメンの代表的なお店とされている[1]。
- 来味（新潟市中央区紫竹）[4]:180[5]:187[7]